# 須藤健一
須藤 健一（すどう けんいち、1946年1月31日 - ）は、日本の文化人類学者。堺市博物館館長、国立民族学博物館名誉教授・元館長。

## 経歴
出生から修学期
1946年、新潟県佐渡市で生まれた。1965年に新潟県立佐渡高等学校を卒業し、埼玉大学教養学部に進学。1969年に卒業。東京都立大学大学院社会科学研究科に進み、1975年に博士後期課程を単位取得退学。
文化人類学研究者として
1975年、国立民族学博物館第4研究部助手に採用された。1986年、国立民族学博物館第1研究部助教授に昇格。1986年、学位論文『ミクロネシアの親族組織と土地所有：母系制社会の構造と変化』を東京都立大学に提出して文学博士の学位を取得。1991年より総合研究大学院大学文化科学研究科助教授を併任。
1993年、神戸大学国際文化学部教授に転じた。2009年、国立民族学博物館館長に就任。2017年、国立民族学博物館館長を退任し、同館名誉教授となった。2017年、堺市博物館館長に就任。

## 受賞・栄典
- 1975年：澁澤賞を受賞。
- 2010年：石川栄吉賞を受賞。

## 著作
単著書
- 『オセアニアの人類学：海外移住・民主化・伝統の政治』風響社 2008
- 『母系社会の構造：サンゴ礁の島々の民族誌』紀伊国屋書店 1989

共編著
- 『伝統に生きる』(オセアニア 2) 編著、東京大学出版会 1993
- 『近代に生きる』(オセアニア 3) 清水昭俊ほか編、東京大学出版会 1993

「首長がコントロールする国家」171-185頁
- 『性の民族誌』杉島敬志共編、人文書院 1993
- 『フィールドワークを歩く：文科系研究者の知識と経験』編著、嵯峨野書院 1996
- 『性と出会う』松園万亀雄責任編集、栗田博之・山極寿一・菅原和孝・棚橋訓共著、講談社 1996
- 『個からする社会展望』(岩波文化人類学講座 4) 青木保他編、岩波書店 1997

須藤「家族ネットワークに依存するMIRAB社会」
- "Contemporary migration in Oceania : Diaspora and network" , (eds),JCAS Symposium Series No.3,National Museum of Ethnology , pp.198, 1997
- 『海人の世界』秋道智彌編、同文館 1998

「ヤップの離島支配」197-217頁.
- 『オセアニアにおける植民地統治と島嶼民の歴史経験に関する人類学的研究』(平成8年度〜平成10年度科学研究費補助金・国際学術研究・成果報告書) 1999
- 『技術としての身体』(叢書身体と文化 1) 野村雅一ほか編、大修館書店 1999

「性文化と身体」375-396頁.
- 『土地所有の政治史』杉島敬志編、風響社 1999

「人と政治を動かすヤップの土地制度」299-320頁.
- 『世界民族事典』綾部恒雄監修、編著、弘文堂 2000
- 『オセアニア史』山本真鳥編、山川出版社 2000

「ミクロネシア史」
- 『オセアニアの国家統合と国民文化』(JCAS連携研究成果報告 2) 編著、国立民族博物館地域研究企画交流センター 2000
- 『グローカリゼーションとオセアニアの人類学』編著、風饗社、2012
- 『オセアニアと公共圏：フィールドワークからみた重層性』柄木田康之共編、昭和堂 2013
- 『サタワル語辞典』石森秀三・秋道智彌共著(未出版)

論文(雑誌・紀要)
- 土方久功・須藤健一・清水久夫編2012「土方久功日記IV」『国立民族学博物館調査報告』108.
- 土方久功・須藤健一・清水久夫編2011「土方久功日記III」『Senri Ethnological Reports』100.
- 土方久功・須藤健一・清水久夫編2010「土方久功日記II」『Senri Ethnological Reports』94.
- 土方久功・須藤健一・清水久夫編2010「土方久功日記I」『国立民族学博物館調査報告』89,1-581頁.
- 須藤2010「国立民族学博物館の創設者 梅棹忠夫先生」『国立民族学博物館研究報告』35-1, 5-8頁.
- 須藤2007「トンガ王国の漁業振興と魚食慣行の衰退」『国際文化学研究：神戸大学大学院国際文化学研究科紀要』28, 35-66頁.
- 須藤2000「コンセンサス形成論」『アジア・太平洋の環境・開発・文化』(日本学術振興会未来開拓学術推進事業「アジアの環境保全」ニューズレターNo.1) 43-52頁.
- 須藤1999「母系社会の男と女」『創造の世界』108, 講談社, 60-85頁.
- Sudo 1996 "Rank hierarchy and routes of migration : Chieftainship in the Central Caroline Islands of Micronesia" , in J.J. Fox and G.sather (eds), Origins Ancestry and Alliance, Australian National University, pp.55-69.
- 須藤1994「母系社会の離婚と共同体」『イマーゴ』5-6, 現代思想社, 55-69頁.
- 須藤1992「星と波と風と：ミクロネシアの伝統的航海術」『現代のエスプリ：エコロジカル・マインド』298号, 至文堂, 93-109頁.
- Sudo 1992 "Present condition of fisheries in the Kingdom of Tonga" , Report on a Technical and Socio-Economic Baseline Study for Fisheries Development in Oceania, JICA, pp.143-193.